# Stefan Król
Stefan Władysław Król (ur. 15 marca 1953 w Sępólnie Krajeńskim, zm. 5 listopada 2018 w Niechorzu) – polski rolnik i polityk, poseł na Sejm RP I kadencji.

## Życiorys
Syn Bolesława i Stefanii. Ukończył w 1977 zaoczne technikum zawodowe w Toruniu, był technikiem technologii produktów spożywczych. Zajął się prowadzeniem działalności rolniczej.
W wyborach w 1991 uzyskał mandat posła na Sejm I kadencji. Został wybrany w okręgu bydgoskim z listy Polskiego Stronnictwa Ludowego – Porozumienia Ludowego (jako kandydat Polskiego Forum Ludowo-Chrześcijańskie „Ojcowizna”). Zasiadał w Komisji Rolnictwa i Gospodarki Żywnościowej, Komisji Regulaminowej i Spraw Poselskich oraz w Komisji Nadzwyczajnej do rozpatrzenia projektów ustaw o zmianie ustawy Prawo spółdzielcze. Był także członkiem pięciu podkomisji oraz Klubu Parlamentarnego Porozumienie Ludowe. W 1993 bez powodzenia ubiegał się o reelekcję z ramienia Bezpartyjnego Bloku Wspierania Reform. Wycofał się następnie z działalności politycznej.
W 2010 odznaczony za działalność na rzecz wspólnoty lokalnej.